# Eublemma costimacula
Eublemma costimacula is een vlinder van de familie van de spinneruilen (Erebidae). De wetenschappelijke naam van deze soort is voor het eerst voorgesteld als Thalpochares costimacula door Max Saalmüller in een publicatie uit 1880.

## Verspreiding
De soort komt voor in het Afrotropisch gebied waaronder Kaapverdië, Burkina Faso, Liberia, Soedan, Ethiopië, Oeganda, Kenia, Rwanda, Tanzania, Namibië, Zimbabwe, Zuid-Afrika, Eswatini, de Comoren, Madagaskar, de Seychellen, Réunion, Mauritius en Jemen.

## Ondersoorten
- Eublemma costimacula costimacula (Saalmüller, 1880) (de Comoren, Madagaskar, de Seychellen, Réunion, Mauritius)
  - = Eublemma costimacula mascarensis (Viette, 1976)
    - = Autoba costimacula mascarensis Viette, 1976
- Eublemma costimacula microleuca Hacker, 2019 (Kaapverdië)
- Eublemma costimacula plagiopera Hampson, 1902